# Boya meteorológica

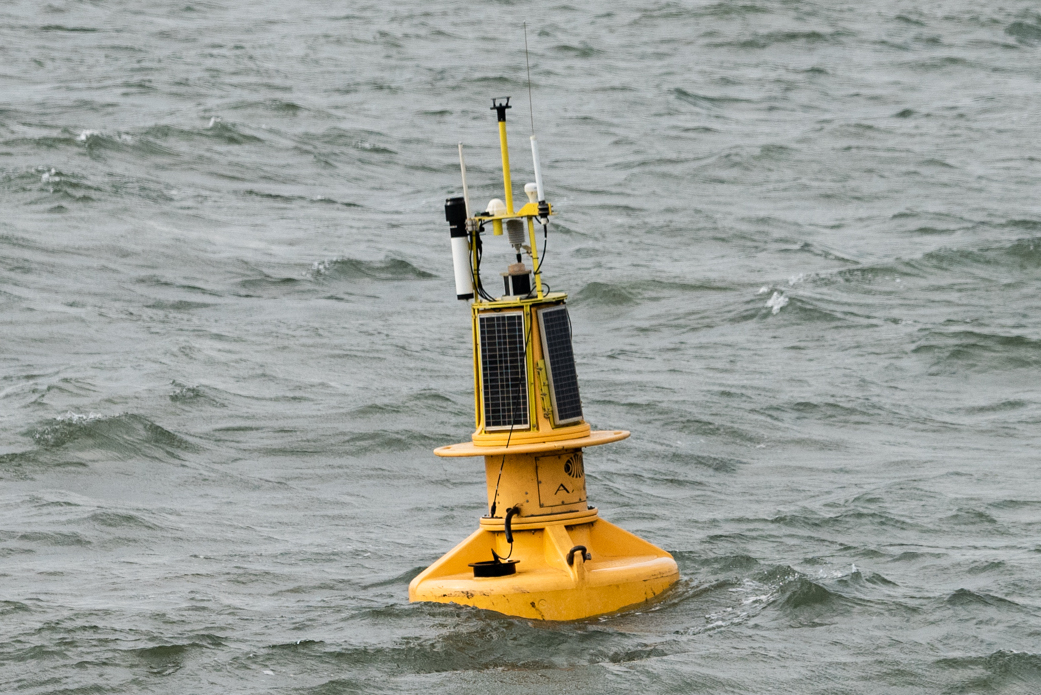
Boya meteorológica operada por la Unidad de Calidad del Agua de la Intendencia Departamental de Montevideo, Uruguay.

Las boyas meteorológicas son instrumentos que recogen datos del tiempo y del océano, además de ayudar durante la respuesta de emergencia a vertidos químicos, los procedimientos judiciales y el diseño de ingeniería.  
Hay dos tipos de boyas meteorológicas: fondeadas y a la deriva. Las boyas fondeadas se utilizan desde 1951, y las boyas a la deriva, desde 1979. Las boyas meteorológicas fondeadas tienen tamaños que varían entre los 1,5 m a 12 m de diámetro, mientras las boyas a la deriva son más pequeñas, con diámetros de 30 a 40 centímetros. Las boyas fondeadas están conectadas con el fondo del océano a través de cadenas, nailon, o polipropileno. 
Las boyas son el principal instrumento para medir condiciones meteorológicas en la actualidad, a partir de la disminución de la cantidad de barcos meteorológicos desde la década de los '70. Las boyas a la deriva son la forma dominante de boyas meteorológicas, con unas 1.250 localizadas en todo el mundo.
Existen diferencias en la toma de datos entre los barcos meteorológicos y las boyas. Los datos del viento tomados por las boyas tienen un margen de error más pequeño que el de los barcos meteorológicos. Hay diferencias en los valores de medidas de la temperatura de superficie de mar entre las dos plataformas también, relacionando a la profundidad de la medida y al impacto que tiene la embarcación sobre la temperatura del agua.
Durante la década de los '80 y '90, una red de boyas en el océano Pacífico central y oriental tropicales ayudó estudiar el fenómeno de El Niño-Oscilación del Sur. 

## Comparación a dato de barcos
Informes de viento de boyas fondeadas tienen error más pequeño que aquellos de barcos.  Complicando la comparación de las dos medidas es que el informe de boyas NOMAD a una altura de 5 m (16 ft), mientras vientos de informe de los barcos de una altura de 20 m (66 ft) a 40 m (130 ft).  Temperatura de superficie del mar medida en el intake el puerto de barcos grandes tiene un sesgo tibio de alrededor 0,6 °C debido al calor de la sala de motor.  Este sesgo ha dirigido a cambios en la percepción de calentamiento global desde entonces 2000.  Las boyas fijas miden la temperatura de agua en una profundidad de 3 m (10 ft).

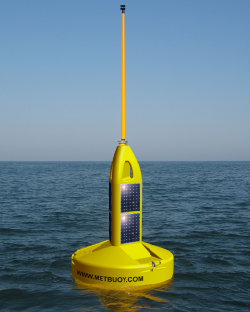
Boya del tiempo / boya de data / boya oceanográfica operada por el Marine Data Service.
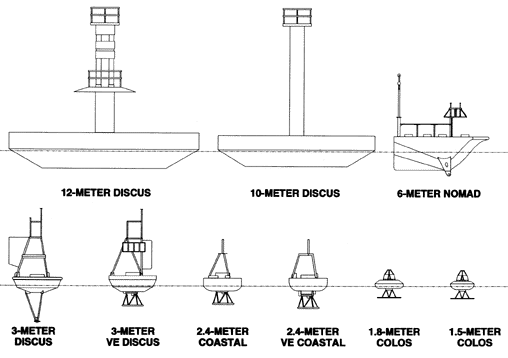
Tipos de boyas fondeadas, usadas × National Data Buoy Center.
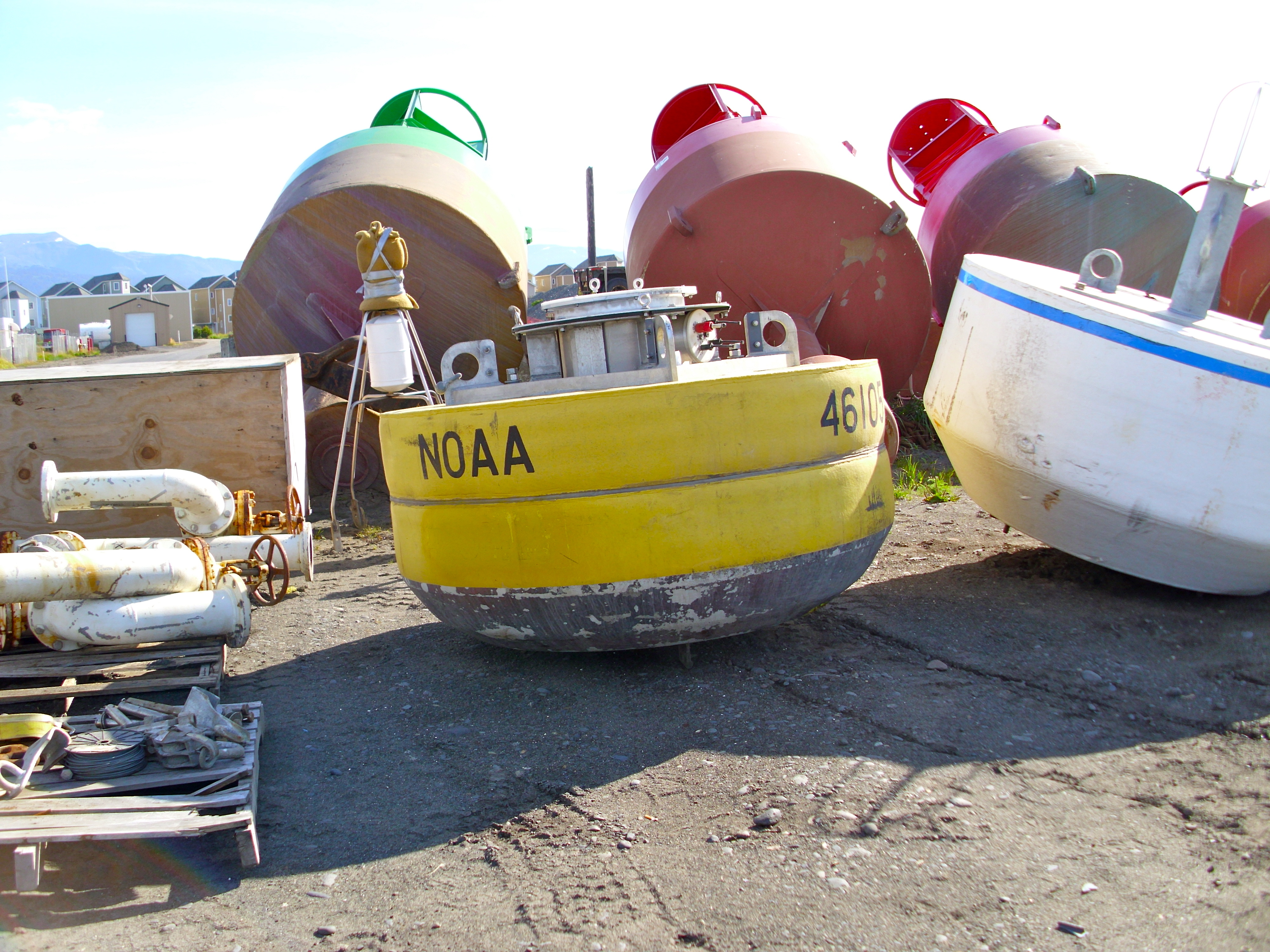
Boya de NOAA, almacenada, Homer, Alaska